# 米西拉福斯
米西拉福斯（法語：Mussy-la-Fosse，法語發音：[mysi la fos]）是法国科多尔省的一个市镇，属于蒙巴尔区。

## 地理
米西拉福斯（47°31'16"N, 4°26'16"E）面积4.45 平方千米，位于法国勃艮第-弗朗什-孔泰大區科多尔省，该省份为法国中东部省份，北起奥布省，西接涅夫勒省和约讷省，南至索恩-卢瓦尔省，东南接汝拉省，东临上索恩省，东北部与上马恩省接壤。
与米西拉福斯接壤的市镇（或旧市镇、城区）包括：沃纳雷莱洛姆、普耶奈、阿利斯圣雷娜、奥泽兰河畔弗拉维尼、马桑日莱瑟米尔。

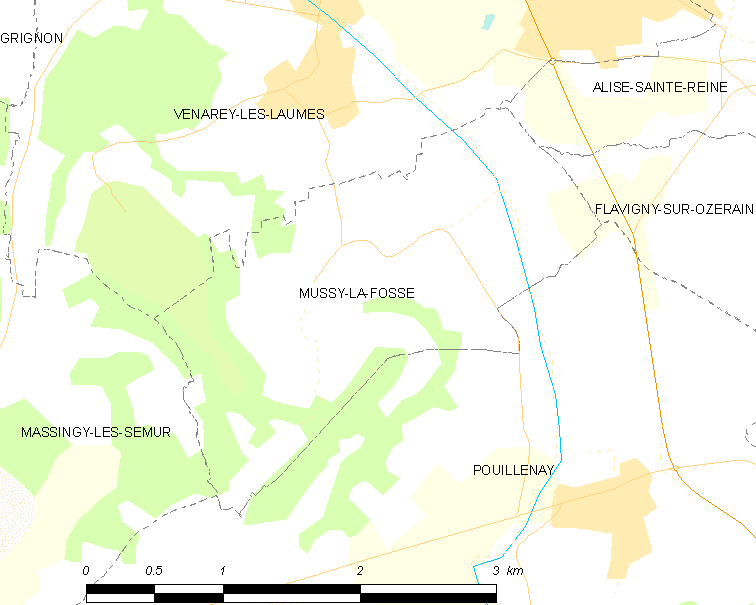
米西拉福斯的OSM定位图

米西拉福斯的时区为UTC+01:00、UTC+02:00（夏令时）。

## 行政
米西拉福斯的邮政编码为21150，INSEE市镇编码为21448。

## 政治
米西拉福斯所属的省级选区为蒙巴尔县。

## 人口

1962-2008年间米西拉福斯人口变化图示

米西拉福斯于2022年1月1日时的人口数量为95人。